# Обидуш (замок)
Замок Обидуш — средневековый историческо-архитектурный памятник, находящийся в одноимённом городке в округе Лейрия, исторической области Эштремадура в Португалии. В 2007 года отнесён министерством культуры к Семи чудесам Португалии.

## История
Строительство современного замка Обидуш началось в XII веке. Построенный в стиле фортификации, замок имеет форму четырёхугольника с длиной стороны около 30 метров.
Замок возведён на месте древнеримского укрепления. Поблизости находится крупный город Калдаш-да-Раинья (порт. Caldas da Rainha).
В V веке на Пиренейский полуостров вторглись вестготы. Используя римское укрепление, они построили крепость. В качестве строительного материала они использовали камни расположенного в 1 км от Обидуша древнеримского города Эбуробриттий.
Во время исламского завоевания 711—718 годов крепость перешла в руки арабов. В период образования Кордовского эмирата арабы превратили крепость Обидуш в один из главных пунктов Эштремадуры, она входила в Нижнюю марку, провинции (порт. Belatha). Оценив качество местных вод, арабы возродили бани на месте римских терм. Арабы завершили строительство стен вокруг всей деревни.
В 1227 году территория арабского эмирата входит в состав Португалии. Португальцы расширили крепость, построив несколько линий оборонительных стен. Современный вид крепость приобрела в XV веке. Замком стали владеть различные феодалы, подчинявшиеся королю. Замок был излюбленной резиденцией португальских правителей, особенно в начальный период Нового времени. Монархи любили проводить здесь празднества, торжества, свадьбы, поскольку Обидуш находился недалеко от Лиссабона.
В XVIII веке в Португалии наступает упадок и замок приходит в запустение и частично разрушается, этому способствовало также известное Лиссабонское землетрясение, которое разрушило дворец, находившийся в центре замка. Начиная с XIX века замок стал популярной туристической достопримечательностью.

## Современный период
Замок является популярным туристическим объектом, привлекает своими бастионами, зубчатыми стенами, до сих пор сохранились некоторые окна и арочные проходы, которые украшены средневековыми барельефами.